# Anua rogata
Anua rogata är en fjärilsart som beskrevs av Emilio Berio 1954. Anua rogata ingår i släktet Anua och familjen nattflyn. Inga underarter finns listade i Catalogue of Life.